# Relocatable Object Module Format
Relocatable Object Module Format (OMF) — формат об'єктного модуля, що використовується при створенні програмного забезпечення для мікропроцесорів сімейства Intel 80x86.
Формат було розроблено компанією Intel[коли?] під назвою Object Module Format; користувачам операційної системи MS-DOS він відомий як .OBJ-файл. Формат було стандартизовано організацією Tool Interface Standards Committee.

## Опис формату
Багато об'єктних форматів складаються з набору таблиць (таких, наприклад, як таблиці релокації), що зберігаються або у фіксованій позиції всередині файлу — прикладом може бути a.out, або за адресами, вказаними у заголовку — як у форматі ELF. Секції, або сегменти, такі як «код», «дані» і інші, зберігаються у файлі у вигляді contiguous послідовності байтів.
Однак, коли створювався Relocatable Object Module Format, однією з головних цілей була мінімізація об'єму пам'яті, потрібного для компонування програми. Через цю вимогу OMF було спроектовано як послідовність записів, формат деяких них наступний:
| Розмір  | Вміст                                   |
| ------- | --------------------------------------- |
| 1 байт  | Тип запису (див. нижче)                 |
| 2 байти | Довжина даних (N+1)                     |
| N байт  | Дані (довжина залежить від типу запису) |
| 1 байт  | Контрольна сума або 0                   |

Через те, що формат використовувався багатьма вендорами, типів записів існує досить багато. Нововведення на зразок 32-розрядного коду або динамічних бібліотек (які, природно, не були передбачені Intel під час створення формату) також додають різноманітності. Нижче наведено деякі важливі типи записів:
- COMENT — (88h) Коментар, що також може містити деяку інформацію для керування
- EXTDEF — (8Ch) Визначення зовнішніх посилань
- PUBDEF — (90h/91h) Визначення публічних імен у цьому модулі
- SEGDEF — (98h/99h) Визначення сегментів
- GRPDEF — (9Ah) Визначення груп сегментів, наприклад DGROUP для MS-DOS
- FIXUPP — (9Ch/9Dh) Записи, що описують «fixup» (переміщувальна інформація)
- LEDATA — (A0h/A1h) Тіло секції коду або даних
- COMDEF — (B0h) Неініціалізовані спільні дані
- COMDAT — (C2h/C3h) Ініціалізовані спільні дані
- MODEND — (8Ah/8Bh) Вказує на кінець модуля

У OMF відсутній заголовок, що містив би, наприклад, адресу символьної таблиці чи секцій. Для отримання всієї інформації компонувальник має здійснити повний розбір файлу. Секції програми також необов'язково представлені contiguous послідовністю байтів — натомість секція може бути «розкидана» по багатьох записах. Одна з початкових версій формату, а саме 1.1, говорить, що таке розбиття повинно застосовуватися для секцій, розмір яких перевищує 1 кілобайт.
Записи, що мають інформацію про переміщення (англ. fixups) повинні завжди слідувати прямо за секціями з кодом/даними, до яких ця інформація стосується. Таким чином секції і переміщувальна інформація завжди «перемішані» всередині файла.
OMF має також спеціальні записи (LIDATA), що дозволяють стиснення послідовностей даних, що повторюються у об'єктному файлі. Також є можливість зберегти у .obj-файлі ім'я «точки входу» (англ. entry point), що буде використана лінкером при компонуванні фінальної двійкової програми.

## Використання
Даний об'єктний формат є основним для компіляторів і інших інструментів розробника для операційних систем MS-DOS, 16-розрядних Windows, а також для OS/2 (як 16, так і 32-розрядних).
Деякі компілятори використовують 32-розрядний варіант OMF. Наприклад, Watcom C compiler дозволяє генерацію для 32-розрядних систем з сегментацією; компілятор Iron Spring PL/I може генерувати код для 32-розрядної OS/2 з «пласкою» моделлю пам'яті.
Середовище розробника Embarcadero RAD Studio також генерує об'єктні файли даного формату при компіляції програм для 32-розрядного варіанту Windows.